# Kanton Mont-de-Marsan-1
Der Kanton Mont-de-Marsan-1 ist seit 2015 ein französischer Wahlkreis im Arrondissement Mont-de-Marsan, im Département Landes und in der Region Nouvelle-Aquitaine; sein Hauptort ist Mont-de-Marsan.

## Gemeinden
Der Kanton besteht aus zehn Gemeinden und Gemeindeteilen mit insgesamt 26.847 Einwohnern (Stand: 1. Januar 2022) auf einer Gesamtfläche von 288,75 km²:
| Gemeinde                | Einwohner 1. Januar 2022 | Fläche km² | Dichte Einw./km² | Code INSEE | Postleitzahl |
| ----------------------- | ------------------------ | ---------- | ---------------- | ---------- | ------------ |
| Bostens                 | 205                      | 7,66       | 27               | 40050      | 40090        |
| Campet-et-Lamolère      | 518                      | 18,97      | 27               | 40062      | 40090        |
| Gaillères               | 647                      | 14,04      | 46               | 40103      | 40090        |
| Geloux                  | 708                      | 51,70      | 14               | 40111      | 40090        |
| Lucbardez-et-Bargues    | 564                      | 21,48      | 26               | 40162      | 40090        |
| Mont-de-Marsan          | 20.669                   | 27,09      | 763              | 40192      | 40000        |
| Pouydesseaux            | 879                      | 34,09      | 26               | 40234      | 40120        |
| Saint-Avit              | 691                      | 40,74      | 17               | 40250      | 40090        |
| Saint-Martin-d’Oney     | 1.356                    | 34,40      | 39               | 40274      | 40090        |
| Uchacq-et-Parentis      | 610                      | 38,58      | 16               | 40320      | 40090        |
| Kanton Mont-de-Marsan-1 | 26.847                   | 288,75     | 93               | 4010       | –            |

1. ↑   Nur der nördliche Teil der Gemeinde, der Rest gehört zum Kanton Mont-de-Marsan-2.